# Jacobus II van Aragón
Jacobus II, Koning van Aragón (Valencia, 10 augustus 1267 – Barcelona, 2 november 1327), in het Spaans Jaime II, in het Catalaans Jaume II, ook Jacobus II van Barcelona, genaamd de Rechtvaardige (Catalaans : El Just) was de tweede zoon van Peter III van Aragón en Constance van Sicilië.
Hij volgde zijn vader op als Koning van Sicilië in 1285, waar hij bekend was als Jacobus I van Sicilië. Na de dood van zijn broer Alfons III van Aragón in 1291 volgde hij die op in Aragón. Bij een vredesverdrag met Karel II van Anjou in 1296 gaf hij zijn aanspraken op Sicilië op, en de Sicilianen kroonden in plaats daarvan zijn broer Frederik II van Sicilië, de regent van Sicilië, tot koning. Jacobus regeerde over Aragón tot aan zijn dood in 1327.
Bij het verdrag van Anagni in 1295 gaf hij de Balearen terug aan zijn oom Jacobus II van Majorca. Aragón behield echter de controle over de continentale bezittingen van het Koninkrijk Majorca — Montpellier en Roussillon — gedurende heel Jacobus zijn regering. In 1298 bij het verdrag van Argilers, erkende Jacobus II van Majorca de suzereiniteit van Jacobus II van Aragón. In 1324 versloegen zijn legers onder de leiding van zijn zoon Alfons IV van Aragón de Pisaanse legers tijdens de slag bij Lucocisterna, waarna Sardinië voor geruime tijd onder de Aragonese Kroon viel.

## Huwelijken en kinderen
Jacobus II zou vier keer huwen:
- op 1 december 1291 in Soria met de dan achtjarige Isabella van Castilië (1283-1328), burggravin van Limoges, en dochter van Sancho IV van Castilië en Maria van Molina. Het huwelijk werd na de dood van Sancho IV in 1295 door Jacobus II geannuleerd.
- op 29 oktober (of 1 november) 1295 in Vilabertran met Blanca van Anjou, een dochter van Karel II van Anjou en Maria van Hongarije, kinderen:
  - Jacobus (29 september 1296 - Tarragona, juli 1334), Jacobus gaf zijn erfrecht op de troon van Aragón in 1319 op om monnik te worden. Hij is getrouwd geweest met Eleonora van Castilië (1307-1359) die in 1329 de tweede echtgenote van zijn broer Alfonso werd.
  - Alfons IV van Aragón
  - Maria (1299-1316), gehuwd met Peter van Castilië (1290-1319), zoon van Sancho IV van Castilië
  - Constantia (Valencia, 1 april 1300 - Castillo de Garcia Munoz, 19 september 1327), gehuwd met Juan Manuel, hertog van Peñafiel
  - Jan (1304 - Pobo, Zaragoza, 19 augustus 1334, Juan werd de eerste aartsbisschop van Toledo en Tarragona in 1318, en patriarch van Alexandria in 1328
  - Isabella van Aragón (1305-1330)
  - Peter (1305 - Pisa, 4 november 1381), graaf van Ribagorza en Prades. Peter huwde met Jeanne van Foix, dochter van Gaston I van Foix-Béarn
  - Bianca (1307 - Barcelona, 1348, priores van Sixena
  - Raymond Berengarius (augustus 1308 - Barcelona, 1366, graaf van Empúries en baron van Ejerica. Hij huwde eerst met Bianca, dochter van Filips I van Tarente, en vervolgens met Maria, dochter van Jacobus van Aragón
  - Violante (Barcelona, oktober 1310 - Pedrola, 19 juli 1353). Zij huwde eerst met Filips, zoon van Filips I van Tarente, en vervolgens met Lope van Luna, heer van Segorbe
- op 15 juni 1315 in Nicosia, Cyprus (een huwelijk met de handschoen) met Maria van Lusignan (1273-1322), dochter van Hugo III van Cyprus. Op 27 november 1315 in Gerona werd het huwelijk in een ceremonie overgedaan. Zij hadden geen kinderen.
- op 25 december 1322 in Tarragona met Elisenda van Montcada, dochter van Peter I van Montcada, heer van Altona en Soses en zijn echtgenote Gisela d'Abarca. Ook zij hadden geen kinderen. Na Jacobus' overlijden zou ze zich in een Clarissenklooster in Pedralbes-Barcelona als non terugtrekken, waar ze op 9 juni 1364 overleed.

## Voorouders
| Voorouders van Jacobus II van Aragón | Voorouders van Jacobus II van Aragón                                  | Voorouders van Jacobus II van Aragón                                  | Voorouders van Jacobus II van Aragón                                            | Voorouders van Jacobus II van Aragón                                            | Voorouders van Jacobus II van Aragón                                    | Voorouders van Jacobus II van Aragón                                    | Voorouders van Jacobus II van Aragón                                    | Voorouders van Jacobus II van Aragón                                    |
| ------------------------------------ | --------------------------------------------------------------------- | --------------------------------------------------------------------- | ------------------------------------------------------------------------------- | ------------------------------------------------------------------------------- | ----------------------------------------------------------------------- | ----------------------------------------------------------------------- | ----------------------------------------------------------------------- | ----------------------------------------------------------------------- |
| Overgrootouders                      | Peter II van Aragón (1174-1213) ∞ Maria van Montpellier (1182-1213)   | Peter II van Aragón (1174-1213) ∞ Maria van Montpellier (1182-1213)   | Andreas II van Hongarije (1175-1235) ∞ 1270 Yolande van Courtenay ( (1200-1233) | Andreas II van Hongarije (1175-1235) ∞ 1270 Yolande van Courtenay ( (1200-1233) | Keizer Frederik II (1194-1250) ∞ 1246 Bianca Lancia (ca.1200/10–1234)   | Keizer Frederik II (1194-1250) ∞ 1246 Bianca Lancia (ca.1200/10–1234)   | Amadeus IV van Savoye (1197-1253) ∞ Anna van Bourgondië (1192-1243)     | Amadeus IV van Savoye (1197-1253) ∞ Anna van Bourgondië (1192-1243)     |
| Grootouders                          | Jacobus I van Aragón (1208-1276) ∞ Jolanda van Hongarije (1219-1251)  | Jacobus I van Aragón (1208-1276) ∞ Jolanda van Hongarije (1219-1251)  | Jacobus I van Aragón (1208-1276) ∞ Jolanda van Hongarije (1219-1251)            | Jacobus I van Aragón (1208-1276) ∞ Jolanda van Hongarije (1219-1251)            | Manfred van Sicilië (1232-1266) ∞ 1270 Beatrix van Savoye ( (1223-1258) | Manfred van Sicilië (1232-1266) ∞ 1270 Beatrix van Savoye ( (1223-1258) | Manfred van Sicilië (1232-1266) ∞ 1270 Beatrix van Savoye ( (1223-1258) | Manfred van Sicilië (1232-1266) ∞ 1270 Beatrix van Savoye ( (1223-1258) |
| Ouders                               | Peter III van Aragón (1239-1285) ∞ Constance van Sicilië (1249-1302)) | Peter III van Aragón (1239-1285) ∞ Constance van Sicilië (1249-1302)) | Peter III van Aragón (1239-1285) ∞ Constance van Sicilië (1249-1302))           | Peter III van Aragón (1239-1285) ∞ Constance van Sicilië (1249-1302))           | Peter III van Aragón (1239-1285) ∞ Constance van Sicilië (1249-1302))   | Peter III van Aragón (1239-1285) ∞ Constance van Sicilië (1249-1302))   | Peter III van Aragón (1239-1285) ∞ Constance van Sicilië (1249-1302))   | Peter III van Aragón (1239-1285) ∞ Constance van Sicilië (1249-1302))   |
| Jacobus II van Aragón (1267-1327)    |                                                                       |                                                                       |                                                                                 |                                                                                 |                                                                         |                                                                         |                                                                         |                                                                         |